# طرديلن أبولي
الطرديلن الأبولي نوع نباتي يتبع جنس الطرديلن من الفصيلة الخيمية واسمه العلمي (باللاتينية: Tordylium apulum).

## الموئل والانتشار
النبات واطن في بلاد الشام والمغرب العربي وحوض البحر الأبيض المتوسط.

## مرادفات للاسم العلمي
- (باللاتينية: Condylocarpus apulus Hoffm.])
- (باللاتينية: Condylocarpus humilis Koch)
- (باللاتينية: Pastinaca apula Koso-Pol.)